# Johann Wenzel Anton Stamitz
Johann Wenzel Anton Stamitz werd op 19 juni 1717 ingeschreven in het geboorteregister van de toen tot het Oostenrijkse keizerrijk behorende Boheemse stad Deutsch Brod. Die stad heet sedert 1950 Havlíčkův Brod. Hij noemde zichzelf Johann(es) Stamitz. Stierf te Mannheim, Baden-Württemberg, 27 maart 1757. De namen Stainiz en Stamicz komen in de 18de eeuw ook voor, maar de Tsjechische naamgeving Stamic is van later datum. In Tsjechië wordt hij met de vertaalde, nooit door hemzelf gebruikte naam Jan Václav Antonín Stamic aangeduid. 
Johann Wenzel Stamitz was een Boheems componist en virtuoos violist. Als kapelmeester van het orkest aan het hof van de keurvorst van Mannheim beïnvloedde hij de overgang van de strenge polyfone muziekstijl van de late baroktijd tot de vloeiender speelwijze van de rococo-tijd, volgens de zogenaamde 'Mannheimer Schule', die zich van een orkestschool tot een school voor vroeg-klassieke componeerkunst ontwikkelde en uiteindelijk tot de Wiener Klassik.

## Levensloop
De familie Stamitz stamt uit een muzikanten-familie, afkomstig uit Marburg an der Drau in de Oostenrijkse provincie Stiermarken, nu Maribor in Slovenië. Zijn vader Anton Ignaz Stamitz was organist en van hem kreeg Johann ook zijn eerste muziekles. Hij volgde het Jezuïeten-gymnasium te Iglau (Jihlava) in Bohemen en studeerde van 1734 tot 1735 aan de Karelsuniversiteit Praag filosofie en ook muziek. Op 12 februari 1742, toen in Frankfurt am Main Clemens August I (keurvorst van Keulen) zijn broer Karel Albrecht tot keizer Karel VII Albrecht kroonde, speelde Stamitz gedurende deze feestelijkheden solo-viool. De toekomstige keurvorst van de Palts Karel Theodoor van Beieren was zo onder indruk van Stamitz' spel dat hij hem bij zijn kroning als kamermusicus naar zijn hof in Mannheim riep.
In 1745 werd hij hofkapelmeester en maakte hij het orkest in heel Europa beroemd. Hij werd daarmee oprichter van de zogenoemde Mannheimer Schule, die grote invloed heeft gehad op de ontwikkeling van de symfonie en de manier van het orkestspel. Stamitz gaf de symfonie een vierde deel in de vorm van het menuet; de blaasinstrumenten kregen in het orkest meer gewicht.
Stamitz huwde op 1 juli 1744 met Maria Antonia Lüneborn. Zij kregen vijf kinderen, van wie er twee al vroeg overleden. Naast de in 1745 geboren zoon Carl Philipp (1745-1801) en de in 1750 geboren zoon Johann Anton Thadäus Nepomuk (1750-1796) hadden zij ook een dochter Maria Francisca.
De klarinet maakte sinds Stamitz deel uit van de hofmuziek. De befaamde violist Christian Cannabich (1731-1798) was onder Stamitz concertmeester van de Mannheimer hofkapel en werd na het overlijden van Stamitz diens opvolger. Ook Wolfgang Amadeus Mozart was zeer geïnteresseerd in de nieuwe orkeststijl en verbleef meerdere maanden in Mannheim om er kennis mee te maken. Een specifiek kenmerk is onder andere de zogenoemde Mannheimer Rakete, een snelle crescendo-uitbraak over stijgende noten.
In 1754 en 1755 ondernam hij een concertreis naar Parijs, waar hij met zijn orkeststijl ook veel bewondering oogstte. Op 8 september 1754 gaf hij ook een uitvoering op het befaamde Concert Spirituel.
In Mannheim is sinds 1907 een straat naar hem genoemd.

## Composities

### Werken voor orkest
- Concert in Bes groot, voor klarinet, strijkorkest en twee hoorns ad libitum
- Concert in D groot, voor trompet en orkest
- Concert in C groot, voor hobo, strijkers en basso continuo
- Concert in C groot, voor fluit, strijkers en klavecimbel
- Concert in D groot, voor fluit en orkest
- Concert in G groot, voor fluit en strijkers
- Concert in C groot "Drážďanský", voor viool en orkest
- Drei Mannheimer Sinfonien (Tři mannheimské symfonie), voor strijkorkest
  1. Symfonie in G groot 
    1. Allegro
    2. Larghetto
    3. Presto

  2. Symfonie in A groot 
    1. Allegro
    2. Andante
    3. Presto

  3. Symfonie in Bes groot
    1. Alla Breve
    2. Andante
    3. Allegro
- Symfonie in D groot, op. 3 nr. 2
- Symfonie F groot, voor orkest, op. 4 no. 1
  1. Allegro Molto
  2. Andante
  3. Minuetto-Trio
  4. Presto Assai
- Sinfonia pastorale D groot, voor 2 hobo's, fluit, 2 hoorns en strijkorkest, op. 4 no. 2 
  1. Pastorale: Presto
  2. Larghetto
  3. Minuetto - Trio
  4. Presto
- Symfonie Es groot, voor orkest, op. 4 no. 4
- Symfonie Es groot, voor orkest, op. 4 no. 6
- Symfonie A groot "Jarní", voor orkest
- Symfonie D groot "Jezdecká"
- Symfonie As groot
- Symfonie met klarinetten en hoorns (Symfonie s klarinety a loveckými rohy)
- Orchestrálního tria (Zes orkest trio's), voor orkest, op. 1
  1. Sonata No. 1 in C
  2. Sonata No. 2 in A
  3. Sonata No. 3 in F
  4. Sonata No. 4 in D
  5. Sonata No. 5 in Bes
  6. Sonata No. 6 in G

### Missen, cantates en gewijde muziek
- Missa solemnis, voor solisten, gemengd koor en orkest
- Mše D-dur (Mis in D groot)
- Litaniae Lauretanae C-groot, voor solisten, gemengd koor en orkest

### Kamermuziek
- 6 Sonates, voor klavecimbel en viool
- 6 Sonates, voor viool en bas
- 6 trií (zes trio's), voor twee violen en bas
- 6 Sonates o třech koncertantních částech
- Adagio a Allegro, voor cello en piano
- Sonata in G groot, voor fluit

## Publicaties
- M. Barvík: Slavná minulost české hudby, Praag, 1959.
- Miroslav Hanuš: Český muzikant Jan Václav Stamic (1717-1757)- Vzpomínková studie k výročí narození a úmrtí, Pardubice: Východočeské muzeum, 1997. 74 p. ISBN 80 8604619 2
- Alois Hnilička: Portréty starých českých mistrů hudebních, Borový, 1922.
- Miloš Hons: Hudba zvaná symfonie, Praag, TOGGA, 2005. 388 p. ISBN 80 9029126 0
- Antonín Pospíšil: Kolem Jana Václava Stamice, 1947.
- Eugene K. Wolf: The Symphonies of Johann Stamitz: A Study in the Formation of the Classic Style. Bohn, Scheltema & Holkema, 1981. ISBN 90 313 0346 1
- Craig Wright, Bryan Simms: Music in Western Civilization: Volume B – The Baroque and Classical Eras, Thompson Schirmer, 2006. ISBN 0 495 00868 0
- Peter Gradenwitz: Johann Stamitz: Leben - Umwelt - Werke. 2 dln. Wilhelmshaven: Heirichshofen 1984. ISBN 3 79590342 4
- Horst Scharschuch: 'Johann Stamitz' in: Archiv für Musikwissenschaft, 33. Jahrg., H. 3. (1976), pp. 189-212

- Bibsys: 90079371
- Biblioteca Nacional de España: XX1128291
- Bibliothèque nationale de France: cb13900007j (data)
- CiNii: DA08554196
- Gemeinsame Normdatei: 118752618
- International Standard Name Identifier: 0000 0001 0914 4164
- Library of Congress Control Number: n82101115
- Nationale Bibliotheek van Letland: 000037073
- MusicBrainz: d82b930c-87d0-451f-b0b0-7e7fa5e2b243
- Bibliotheek van het Japanse parlement: 01058244
- Nationale Bibliotheek van Tsjechië: jn20000620340
- Nationale bibliotheek van Australië: 35399436
- Nationale Bibliotheek van Israël: 987007280631805171
- Nationale Bibliotheek van Polen: a0000002352248
- Nationale en Universitaire bibliotheek Zagreb: 000693887
- Nederlandse Thesaurus van Auteursnamen: 068870582
- Réseau des bibliothèques de Suisse occidentale: 02-A000155185
- Istituto Centrale per il Catalogo Unico: CFIV156381
- LIBRIS: 206350
- SNAC: w6k65489
- Système universitaire de documentation: 130304379
- Trove: 939162
- Virtual International Authority File: 71579385
- WorldCat: E39PBJjxprH7XCcPVFKxg9gFrq